# Dancing with the Stars/Staffel 19
Die 19. Staffel der US-amerikanische Tanz-Castingshow Dancing with the Stars wird ab dem 15. September 2014 beim Sender ABC ausgestrahlt.
Die Sendung wird von Tom Bergeron und Erin Andrews moderiert. In der Jury sitzen wie bisher bei allen Staffeln Carrie Ann Inaba, Len Goodman und Bruno Tonioli.

## Teilnehmer
| Prominenter         | Bekannt als                    | Profitänzer           | Resultat  |
| ------------------- | ------------------------------ | --------------------- | --------- |
| Alfonso Ribeiro     | Schauspieler                   | Witney Carson         | 1. Platz  |
| Sadie Robertson     | Reality-TV-Star                | Mark Ballas           | 2. Platz  |
| Janel Parrish       | Schauspielerin                 | Valentin Chmerkovskiy | 3. Platz  |
| Bethany Mota        | Video Bloggerin                | Derek Hough           | 4. Platz  |
| Tommy Chong         | Schauspieler                   | Peta Murgatroyd       | 5. Platz  |
| Lea Thompson        | Schauspielerin                 | Artem Chigvintsev     | 6. Platz  |
| Michael Waltrip     | Rennfahrer                     | Emma Slater           | 7. Platz  |
| Antonio Sabàto, Jr. | Schauspieler                   | Cheryl Burke          | 8. Platz  |
| Jonathan Bennett    | Schauspieler                   | Allison Holker        | 9. Platz  |
| Betsey Johnson      | Designerin                     | Tony Dovolani         | 10. Platz |
| Randy Couture       | Kampfsportler und Schauspieler | Karina Smirnoff       | 11. Platz |
| Tavis Smiley        | Fernsehmoderator               | Sharna Burgess        | 12. Platz |
| LoLo Jones          | Leichtathletin                 | Keoikantse Motsepe    | 13. Platz |

## Ergebnisse
| Alfonso & Witney   | 1  | 27 | 24 | 51 | 24 | 30 | 25 | 30 | 55 | 27+24=51 | 32 | 28+30=58 | 27+29=56 | 30+30=60 | 60+30=90 |
| Sadie & Mark       | 2  | 25 | 23 | 48 | 24 | 27 | 27 | 27 | 54 | 22+24=46 | 28 | 25+30=55 | 28+27=55 | 28+30=58 | 58+30=88 |
| Janel & Valentin   | 3  | 22 | 26 | 48 | 30 | 27 | 25 | 24 | 49 | 23+27=50 | 33 | 28+29=57 | 30+28=58 | 28+30=58 | 58+30=88 |
| Bethany & Derek    | 4  | 24 | 25 | 49 | 30 | 25 | 24 | 27 | 51 | 29+27=56 | 31 | 27+28=55 | 27+30=57 | 27+30=57 |          |
| Tommy & Peta       | 5  | 20 | 21 | 41 | 26 | 21 | 18 | 21 | 39 | 21+24=45 | 22 | 22+21=43 | 21+25=46 |          |          |
| Lea & Artem        | 6  | 24 | 26 | 50 | 23 | 29 | 26 | 24 | 50 | 25+27=52 | 24 | 26+27=53 |          |          |          |
| Michael & Emma     | 7  | 19 | 18 | 37 | 21 | 19 | 15 | 22 | 37 | 15+27=42 | 19 |          |          |          |          |
| Antonio & Cheryl   | 8  | 19 | 23 | 42 | 22 | 22 | 21 | 21 | 42 | 20+24=44 |    |          |          |          |          |
| Jonathan & Allison | 9  | 23 | 22 | 45 | 24 | 18 | 18 | 24 | 42 |          |    |          |          |          |          |
| Betsey & Tony      | 10 | 15 | 21 | 36 | 23 | 22 |    |    |    |          |    |          |          |          |          |
| Randy & Karina     | 11 | 23 | 21 | 44 | 20 |    |    |    |    |          |    |          |          |          |          |
| Tavis & Sharna     | 12 | 21 | 21 | 42 |    |    |    |    |    |          |    |          |          |          |          |
| Lolo & Keoikantse  | 13 | 17 |    |    |    |    |    |    |    |          |    |          |          |          |          |

Angegeben ist jeweils die Wertung der Jury
Grüne Zahlen: höchste erreichte Jury-Punktzahl der Show
Rote Zahlen: niedrigste erreichte Jury-Punktzahl der Show
Nach Jury- und Zuschauervoting Letztplatzierte
Nach Jury- und Zuschauervoting 4. Platz
Nach Jury- und Zuschauervoting 3. Platz
Nach Jury- und Zuschauervoting 2. Platz
Nach Jury- und Zuschauervoting 1. Platz

### Durchschnittspunkte pro Tanz
| Rang durch Durchschnitt | Platz | Paar               | Gesamt- punktzahl | Anzahl der Tänze | Durchschnitt |
| ----------------------- | ----- | ------------------ | ----------------- | ---------------- | ------------ |
| 1                       | 1     | Alfonso & Witney   | 444               | 16               | 27.8         |
| 2                       | 3     | Janel & Valentin   | 437               | 16               | 27.3         |
| 3                       | 4     | Bethany & Derek    | 408               | 15               | 27.2         |
| 4                       | 2     | Sadie & Mark       | 426               | 16               | 26.6         |
| 5                       | 6     | Lea & Artem        | 281               | 11               | 25.5         |
| 6                       | 5     | Tommy & Peta       | 280               | 13               | 21.5         |
| 6                       | 8     | Antonio & Cheryl   | 172               | 8                | 21.5         |
| 6                       | 9     | Jonathan & Allison | 129               | 6                | 21.5         |
| 9                       | 11    | Randy & Karina     | 64                | 3                | 21.3         |
| 10                      | 12    | Tavis & Sharna     | 42                | 2                | 21.0         |
| 11                      | 10    | Betsey & Tony      | 86                | 4                | 20.3         |
| 12                      | 7     | Michael & Emma     | 176               | 9                | 19.6         |
| 13                      | 13    | Lolo & Keoikantse  | 17                | 1                | 17.0         |

### Woche 1
| Tanzpaar           | Carrie Ann | Len | Bruno | Gesamtpunktzahl | Ergebnis     |
| ------------------ | ---------- | --- | ----- | --------------- | ------------ |
| Antonio & Cheryl   | 6          | 6   | 7     | 19              | Sicher       |
| Lea & Artem        | 8          | 8   | 8     | 24              | Sicher       |
| Janel & Valentin   | 7          | 7   | 8     | 22              | Sicher       |
| Lolo & Keoikantse  | 6          | 6   | 5     | 17              | Eliminiert   |
| Betsey & Tony      | 5          | 5   | 5     | 15              | Unteren zwei |
| Tavis & Sharna     | 7          | 7   | 7     | 21              | Sicher       |
| Sadie & Mark       | 8          | 8   | 9     | 25              | Sicher       |
| Michael & Emma     | 7          | 6   | 6     | 19              | Sicher       |
| Jonathan & Allison | 8          | 7   | 8     | 23              | Sicher       |
| Tommy & Peta       | 7          | 6   | 7     | 20              | Sicher       |
| Randy & Karina     | 8          | 7   | 8     | 23              | Sicher       |
| Bethany & Derek    | 8          | 8   | 8     | 24              | Sicher       |
| Alfonso & Witney   | 9          | 9   | 9     | 27              | Sicher       |

### Woche 2
| Tanzpaar           | Carrie Ann | Len | Bruno | Gesamtpunktzahl | Gesamtpunktzahl (1+2) | Ergebnis                                     |
| ------------------ | ---------- | --- | ----- | --------------- | --------------------- | -------------------------------------------- |
| Randy & Karina     | 7          | 7   | 7     | 21              | 44                    | Sicher                                       |
| Janel & Valentin   | 9          | 8   | 9     | 26              | 48                    | Sicher                                       |
| Lea & Artem        | 9          | 8   | 9     | 26              | 50                    | Sicher                                       |
| Michael & Emma     | 6          | 6   | 6     | 18              | 37                    | Zuletzt, um einen sicheren aufgerufen werden |
| Tavis & Sharna     | 7          | 7   | 7     | 21              | 42                    | Eliminiert                                   |
| Alfonso & Witney   | 8          | 8   | 8     | 24              | 51                    | Sicher                                       |
| Bethany & Derek    | 8          | 9   | 8     | 25              | 49                    | Sicher                                       |
| Betsey & Tony      | 7          | 7   | 7     | 21              | 36                    | Sicher                                       |
| Antonio & Chery    | 8          | 7   | 8     | 23              | 42                    | Sicher                                       |
| Tommy & Peta       | 7          | 7   | 7     | 21              | 41                    | Sicher                                       |
| Jonathan & Allison | 7          | 7   | 8     | 22              | 45                    | Sicher                                       |
| Sadie & Mark       | 8          | 7   | 8     | 23              | 48                    | Sicher                                       |

### Woche 3
| Tanzpaar           | Carrie Ann | Kevin | Bruno | Gesamtpunktzahl | Ergebnis                                     |
| ------------------ | ---------- | ----- | ----- | --------------- | -------------------------------------------- |
| Randy & Karina     | 7          | 7     | 6     | 20              | Eliminiert                                   |
| Alfonso & Witney   | 8          | 8     | 8     | 24              | Sicher                                       |
| Betsey & Tony      | 7          | 9     | 7     | 23              | Sicher                                       |
| Lea & Artem        | 7          | 8     | 8     | 23              | Sicher                                       |
| Michael & Emma     | 7          | 7     | 7     | 21              | Sicher                                       |
| Antonio & Cheryl   | 7          | 7     | 8     | 22              | Sicher                                       |
| Sadie & Mark       | 8          | 8     | 8     | 24              | Sicher                                       |
| Jonathan & Allison | 8          | 8     | 8     | 24              | Zuletzt, um einen sicheren aufgerufen werden |
| Janel & Valentin   | 10         | 10    | 10    | 30              | Sicher                                       |
| Tommy & Peta       | 8          | 10    | 8     | 26              | Sicher                                       |
| Bethany & Derek    | 10         | 10    | 10    | 30              | Sicher                                       |

### Woche 4
| Tanzpaar           | Carrie Ann | Bruno | Amerika | Gesamtpunktzahl | Ergebnis                                     |
| ------------------ | ---------- | ----- | ------- | --------------- | -------------------------------------------- |
| Janel & Valentin   | 9          | 9     | 9       | 27              | Sicher                                       |
| Jonathan & Allison | 6          | 6     | 6       | 18              | Sicher                                       |
| Betsey & Tony      | 8          | 7     | 7       | 22              | Eliminiert                                   |
| Bethany & Derek    | 8          | 8     | 9       | 25              | Sicher                                       |
| Michael & Emma     | 6          | 6     | 7       | 19              | Zuletzt, um einen sicheren aufgerufen werden |
| Lea & Artem        | 10         | 10    | 9       | 29              | Sicher                                       |
| Antonio & Cheryl   | 7          | 7     | 8       | 22              | Sicher                                       |
| Tommy & Peta       | 7          | 7     | 7       | 21              | Sicher                                       |
| Sadie & Mark       | 9          | 9     | 9       | 27              | Sicher                                       |
| Alfonso & Witney   | 10         | 10    | 10      | 30              | Sicher                                       |

### Woche 5
| Tanzpaar          | Carrie Ann | Jessie J | Bruno | Gesamtpunktzahl | Gesamtpunktzahl (4+5) |
| ----------------- | ---------- | -------- | ----- | --------------- | --------------------- |
| Antonio & Allison | 8          | 6        | 7     | 21              | 43                    |
| Bethany & Mark    | 8          | 8        | 8     | 24              | 49                    |
| Jonathan & Peta   | 6          | 6        | 6     | 18              | 36                    |
| Alfonso & Cheryl  | 8          | 9        | 8     | 25              | 55                    |
| Janel & Artem     | 8          | 8        | 9     | 25              | 52                    |
| Michael & Witney  | 5          | 5        | 5     | 15              | 34                    |
| Tommy & Emma      | 6          | 6        | 6     | 18              | 39                    |
| Sadie & Derek     | 9          | 9        | 9     | 27              | 54                    |
| Lea & Valentin    | 9          | 8        | 9     | 26              | 55                    |

### Woche 6
| Tanzpaar           | Carrie Ann | Pitbull | Bruno | Gesamtpunktzahl | Ergebnis                                     |
| ------------------ | ---------- | ------- | ----- | --------------- | -------------------------------------------- |
| Jonathan & Allison | 8          | 8       | 8     | 24              | Eliminiert                                   |
| Janel & Valentin   | 8          | 7       | 9     | 24              | Zuletzt, um einen sicheren aufgerufen werden |
| Tommy & Peta       | 7          | 7       | 7     | 21              | Sicher                                       |
| Antonio & Cheryl   | 7          | 7       | 7     | 21              | Sicher                                       |
| Sadie & Mark       | 9          | 10      | 8     | 27              | Sicher                                       |
| Lea & Artem        | 8          | 8       | 8     | 24              | Sicher                                       |
| Michael & Emma     | 8          | 7       | 7     | 22              | Sicher                                       |
| Bethany & Derek    | 9          | 9       | 9     | 27              | Sicher                                       |
| Alfonso & Witney   | 10         | 10      | 10    | 30              | Sicher                                       |

### Woche 7
| Tanzpaar                                                    | Carrie Ann | Len | Bruno | Gesamtpunktzahl | Ergebnis                                     |
| ----------------------------------------------------------- | ---------- | --- | ----- | --------------- | -------------------------------------------- |
| Tommy & Peta                                                | 7          | 7   | 7     | 21              | Zuletzt, um einen sicheren aufgerufen werden |
| Lea & Artem                                                 | 8          | 8   | 9     | 25              | Sicher                                       |
| Bethany & Derek                                             | 10         | 9   | 10    | 29              | Sicher                                       |
| Antonio & Cheryl                                            | 6          | 7   | 7     | 20              | Eliminiert                                   |
| Michael & Emma                                              | 5          | 5   | 5     | 15              | Sicher                                       |
| Janel & Valentin                                            | 8          | 7   | 8     | 23              | Sicher                                       |
| Alfonso & Witney                                            | 9          | 9   | 9     | 27              | Sicher                                       |
| Sadie & Mark                                                | 7          | 7   | 8     | 22              | Sicher                                       |
|                                                             |            |     |       |                 |                                              |
| Bethany & Derek Janel & Valentin Michael & Emma Lea & Artem | 9          | 9   | 9     | 27              | N/A                                          |
| Tommy & Peta Antonio & Cheryl Alfonso & Witney Sadie & Mark | 8          | 8   | 8     | 24              | N/A                                          |

### Woche 8
| Tanzpaar         | Carrie Ann | Len | Bruno | Marathon Punkte | Gesamtpunktzahl | Ergebnis                                     |
| ---------------- | ---------- | --- | ----- | --------------- | --------------- | -------------------------------------------- |
| Lea & Artem      | 8          | 8   | 8     | 0               | 24              | Sicher                                       |
| Michael & Emma   | 6          | 7   | 6     | 0               | 19              | Eliminiert                                   |
| Janel & Valentin | 10         | 10  | 10    | 3               | 33              | Sicher (Sicherheit)                          |
| Tommy & Peta     | 6          | 7   | 6     | 3               | 22              | Zuletzt, um einen sicheren aufgerufen werden |
| Sadie & Mark     | 9          | 9   | 10    | 0               | 28              | Sicher                                       |
| Alfonso & Witney | 10         | 9   | 10    | 3               | 32              | Sicher                                       |
| Bethany & Derek  | 9          | 9   | 10    | 3               | 31              | Sicher                                       |

### Woche 9
| Tanzpaar         | Carrie Ann | Len | Bruno | Partitur | Gesamtpunktzahl | Ergebnis                                     |
| ---------------- | ---------- | --- | ----- | -------- | --------------- | -------------------------------------------- |
| Alfonso & Witney | 9          | 9   | 10    | 28       | 58              | Sicher                                       |
| Alfonso & Witney | 10         | 10  | 10    | 30       | 58              | Sicher                                       |
| Tommy & Peta     | 7          | 8   | 7     | 22       | 43              | Sicher                                       |
| Tommy & Peta     | 7          | 7   | 7     | 21       | 43              | Sicher                                       |
| Lea & Artem      | 8          | 9   | 9     | 26       | 53              | Eliminiert                                   |
| Lea & Artem      | 9          | 9   | 9     | 27       | 53              | Eliminiert                                   |
| Bethany & Derek  | 9          | 9   | 9     | 27       | 55              | Sicher                                       |
| Bethany & Derek  | 9          | 10  | 9     | 28       | 55              | Sicher                                       |
| Sadie & Mark     | 8          | 9   | 8     | 25       | 55              | Zuletzt, um einen sicheren aufgerufen werden |
| Sadie & Mark     | 10         | 10  | 10    | 30       | 55              | Zuletzt, um einen sicheren aufgerufen werden |
| Janel & Valentin | 9          | 10  | 9     | 28       | 57              | Sicher                                       |
| Janel & Valentin | 10         | 9   | 10    | 29       | 57              | Sicher                                       |

### Woche 10: Halbfinale
| Tanzpaar         | Carrie Ann | Len | Bruno | Partitur | Gesamtpunktzahl | Ergebnis                                     |
| ---------------- | ---------- | --- | ----- | -------- | --------------- | -------------------------------------------- |
| Sadie & Mark     | 9          | 10  | 9     | 28       | 55              | Zuletzt, um einen sicheren aufgerufen werden |
| Sadie & Mark     | 9          | 9   | 9     | 27       | 55              | Zuletzt, um einen sicheren aufgerufen werden |
| Tommy & Peta     | 7          | 7   | 7     | 21       | 46              | Eliminiert                                   |
| Tommy & Peta     | 9          | 8   | 8     | 25       | 46              | Eliminiert                                   |
| Bethany & Derek  | 9          | 9   | 9     | 27       | 57              | Sicher                                       |
| Bethany & Derek  | 10         | 10  | 10    | 30       | 57              | Sicher                                       |
| Janel & Valentin | 10         | 10  | 10    | 30       | 58              | Sicher                                       |
| Janel & Valentin | 9          | 9   | 10    | 28       | 58              | Sicher                                       |
| Alfonso & Witney | 9          | 9   | 9     | 27       | 56              | Sicher                                       |
| Alfonso & Witney | 10         | 9   | 10    | 29       | 56              | Sicher                                       |

### Woche 11: Finale

#### Nacht 1
| Tanzpaar         | Carrie Ann | Len | Bruno | Partitur | Gesamtpunktzahl | Ergebnis     |
| ---------------- | ---------- | --- | ----- | -------- | --------------- | ------------ |
| Bethany & Derek  | 9          | 9   | 9     | 27       | 57              | 4. Platz     |
| Bethany & Derek  | 10         | 10  | 10    | 30       | 57              | 4. Platz     |
| Sadie & Mark     | 10         | 9   | 9     | 28       | 58              | Safe         |
| Sadie & Mark     | 10         | 10  | 10    | 30       | 58              | Safe         |
| Janel & Valentin | 9          | 10  | 9     | 28       | 58              | Unteren zwei |
| Janel & Valentin | 10         | 10  | 10    | 30       | 58              | Unteren zwei |
| Alfonso & Witney | 10         | 10  | 10    | 30       | 60              | Safe         |
| Alfonso & Witney | 10         | 10  | 10    | 30       | 60              | Safe         |

#### Nacht 2
| Tanzpaar         | Carrie Ann | Len | Bruno | Partitur | Gesamtpunktzahl | Ergebnis |
| ---------------- | ---------- | --- | ----- | -------- | --------------- | -------- |
| Sadie & Mark     | 10         | 10  | 10    | 30       | 88              | 2. Platz |
| Janel & Valentin | 10         | 10  | 10    | 30       | 88              | 3. Platz |
| Alfonso & Witney | 10         | 10  | 10    | 30       | 90              | 1. Platz |